# Hiroto Yamada
Hiroto Yamada (jap. 山田 寛人, Yamada Hiroto; * 3. März 2000 in der Präfektur Aichi) ist ein japanischer Fußballspieler.

## Karriere
Hiroto Yamada erlernte das Fußballspielen in den Jugendmannschaften von Aichi FC, Ropeiro Kariya und Cerezo Osaka. Bei Cerezo unterschrieb er 2018 auch seinen ersten Profivertrag. Der Verein aus Osaka, der in der Präfektur Osaka beheimatet ist, spielte in der höchsten japanischen Liga, der J1 League. Die U23-Mannschaft von Osaka spielte in der dritten Liga, der J3 League. Von 2018 bis 2019 wurde er 30-mal in der U23-Mannschaft eingesetzt. Von August 2019 bis Januar 2020 wurde er an den Zweitligaaufsteiger FC Ryūkyū ausgeliehen. Mit dem Verein, der in der Präfektur Okinawa beheimatet ist, spielte er zehnmal in der zweiten Liga, der J2 League. Im Anschluss wurde er Anfang 2020 an den Erstligisten Vegalta Sendai nach Sendai ausgeliehen. Für Vegalta stand er 19-mal auf dem Spielfeld. Anfang 2021 kehrte er nach der Ausleihe zu Cerezo zurück. Im Januar 2025 unterschrieb er in Tosu einen Vertrag beim Zweitligisten Sagan Tosu.